# わたらせ渓谷鐵道WKT-550形気動車
わたらせ渓谷鐵道WKT-550形気動車 （わたらせけいこくてつどうWKT-550がたきどうしゃ）は、2012年（平成24年）に1両が製造されたわたらせ渓谷鐵道のトロッコ型気動車である。1998年（平成10年）10月から運転されている機関車牽引のトロッコ列車に加え、機回しの必要がない自走式トロッコ車として導入された。

## 概要
1989年（平成元年）3月にJR足尾線を第三セクターに転換して開業したわたらせ渓谷鐵道が開業10周年を期に導入した機関車牽引のトロッコ列車に加えて導入した自走式トロッコ車両である。2011年（平成23年）に導入したWKT-500形をベースに、着脱式の従来車より大型化された窓を備え、車内には木製のボックスシートが備えられた。登場当初はWKT-500形と連結して運用されたが、2013年（平成23年）のWKT-510形が登場以降は連結相手がWKT-510形に変更されている。

## 車体
新潟トランシス製の地方交通線用気動車NDCをベースとする自走式トロッコ車である。側窓が開放型となり、雨天や冬季には固定式窓を取り付けられるようになっている。正面貫通の両運転台、オールクロスシート、トイレ付き、運転室は左隅式で、仕切り扉を施錠することで運転室を締め切ることができる。客用扉は1,000 mm幅の引戸で、片側各1箇所が設けられた。乗務員扉は運転席側にのみ設けられた。扉間には開口部が従来車より拡大された開放式の窓が設置され、下部には保護柵が設けられた。雨天時、冬季には着脱式固定窓をはめ込むことができる。急な雨に対応するため、カーテン式の雨除けを備えている。戸袋部に窓はない。屋根部にも側窓と平行に、紫外線カット機能付きペアガラスの固定式窓が設置された。外部塗装は従来車と同じ紅銅（べにあかがね）色をベースとし、窓部には虹の色であるオレンジと赤が、窓下には金色の帯がまかれた。
車内は木製のボックスシートで、ドリンクホルダー付き大型のテーブルが設置された。天井は白、壁は木目調となり、レトロ調の車内灯が中央部に一列設けられた。トイレの向い側に車椅子スペースが設けられるなど、バリアフリーに対応した設計となっている。トイレは身障者対応の真空式のものとなり、清掃用具を収納するスペースも設けられた。運転席の右側には実際と同じ機器、レバー類を使用した子供用のダミー運転台が設置された。車内にはサービスカウンターが設けられ、わたらせ渓谷鐵道のキャラクターの展示、販売に使用される。
運転台は2ハンドル式で、表示設定はタッチパネルで設定する。力行指令は変速機制御装置で変換され、変速機およびエンジンに伝達される。

## 走行装置
エンジンは、新潟原動機製DMF13HZディーゼルエンジン（定格出力243 kW / 2,000 rpm）を1基搭載、動力は変速1速、直結3速のTACN33-1606液体変速機を介して台車に伝達される。前位側台車は2軸駆動の動台車NF01KD、後位側は従台車NF01KDで、いずれもボルスタレス空気ばね式である。落ち葉による空転対策のため、砂まき装置を備えている。制動装置は機関排気ブレーキ併用の電気指令式空気ブレーキが採用され、WKT-500形より前に製造された車両との併結はできない。

## 空調装置
暖房装置はエンジン排熱を利用した温風式が設置された。冷房装置は搭載されていない。

## 車歴
| 車両番号 | 製造      | 廃車 |
| -------- | --------- | ---- |
| 551      | 2012年3月 | -    |

## 運用
1989年（平成元年）3月にJR足尾線を第三セクターに転換して開業したわたらせ渓谷鐵道が開業10周年を期に導入した機関車牽引のトロッコ列車に加えて導入した自走式トロッコ車両である。登場以来桐生駅 - 間藤駅間で運用され、機回しが不要な気動車である利点を生かし、機関車牽引のトロッコ列車が運転されない桐生駅 - 大間々駅間、足尾駅 - 間藤駅でも運転されている。登場時はWKT-500形と編成を組んで運転されたが、 WKT-510形登場後は、WKT-510形と編成を組むよう変更されている。2014年（平成26年）5月22日には、WKT-551 - WKT-511- WKT-501の3両編成でお召し列車として運転された。

### 雑誌記事
- 『鉄道ピクトリアル』通巻855号「鉄道車両年鑑2011年版」（2011年10月・電気車研究会）
  - 岸上 明彦「2010年度民鉄車両動向」 pp. 123-154
  - わたらせ渓谷鐵道（株）技術部・運転課 中野 哲「わたらせ渓谷鐵道 WKT-500形」 pp. 156
  - 「民鉄車両諸元表」 pp. 185-186
  - 「各社別新造・改造・廃車一覧」 pp. 210-222

- 『鉄道ピクトリアル』通巻868号「鉄道車両年鑑2012年版」（2012年10月・電気車研究会）
  - 岸上 明彦「注目のNew Face」 pp. 5-20
  - 岸上 明彦「2011年度民鉄車両動向」 pp. 86-119
  - わたらせ渓谷鐵道（株）技術部・運転課 中野 哲「わたらせ渓谷鐵道 WKT-550形」 pp. 127-129
  - 「民鉄車両諸元表」 pp. 194-198
  - 「各社別新造・改造・廃車一覧」 pp. 220-231

- 『鉄道ピクトリアル』通巻868号「鉄道車両年鑑2013年版」（2013年10月・電気車研究会）
  - わたらせ渓谷鐵道（株）技術部・運転課 中野 哲「わたらせ渓谷鐵道 WKT-510形」 pp. 140-141

### Web資料
- “わたらせ渓谷鐵道で「トロッコわっしー号」運転開始”.   railf.jp (2012年4月2日). 2017年5月27日閲覧。
- “わたらせ渓谷鐵道でお召列車運転”.   railf.jp (2014年5月23日). 2017年5月16日閲覧。
- “トロッコわっしー号”.   わたらせ渓谷鐵道 (2014年5月23日). 2017年5月27日閲覧。